# Borghese Petrucci
Borghese Petrucci (Sienne, 1490 – Naples, 1526) est un homme politique italien, chef de la Signoria de Sienne de 1512 à 1516.

## Biographie
Borghese Petrucci appartient à la famille homonyme qui, aux XVe et XVIe siècles, a influencé directement ou indirectement la vie politique de Sienne. Il nait à Sienne en 1490, fils aîné de Pandolfo Petrucci et Aurelia Borghese, fille de Niccolò Borghese. Borghese a vraisemblablement été nommé ainsi en l'honneur de son grand-père maternel. 
Le père et l'ancêtre de la lignée des politiciens et ecclésiastiques siennois est Pandolfo Petrucci, qui, avec le soutien de son frère Giacomo, dirige le gouvernement de la Signoria jusqu'en 1512. En 1509, Borghese épouse Vittoria Piccolomini, une noble siennoise nièce du pape Pie III.
Il n'apparaît dans les sources avec des fonctions officielles que le 6 février 1512, lorsque son père, malade et proche de la mort, décide de faire de lui le souverain de la ville. A la mort de Pandolfo le 21 mai 1512, les anciens de Sienne, liés par un pacte secret signé cinq ans plus tôt, déclarent obéissance à ses deux fils, le cardinal Alfonso Petrucci qui réside à Rome, et le fils aîné Borghese Petrucci, transférant à ce dernier les pouvoirs du père. Borghese devient le « Primus » de Sienne et de Monte dei Nove, mais le successeur s'avère avoir une mauvaise gouvernance et fait preuve de peu de diplomatie dans les relations institutionnelles. 
Il exerce les fonctions de gouvernement dans un affrontement entre le royaume d'Espagne et la république de Venise. Il est un allié du royaume de France, après les accords conclus à Blois en 1513. Lors de l'élection de Jean de Médicis comme pape, Petrucci tente de maintenir l'indépendance de Sienne en s'alliant avec le royaume d'Espagne en 1511. Sienne est coincée entre la république de Florence et les États pontificaux, et maintien des liens entre les Petrucci et les Baglioni de Pérouse. 
En novembre 1515, Borghese rencontre Léon X à Bolsena ; le pontife lui demande de soutenir les aspirations des Médicis sur la Toscane. Devant le refus de Borghèse, Léon X décide de poursuivre son voyage vers Bologne, refusant avec indignation de passer par Sienne, et avec l'intention de concilier ses faveurs ailleurs. Léon X, incapable d'occuper directement les territoires, facilite un coup d'État le 8 mars 1516, mené par Raffaele Petrucci, évêque de Grosseto et seigneur du château Saint-Ange. Après seulement quatre ans à la tête de la Signoria, Borghèse est expulsé de la ville et remplacé par son cousin Raffaele, qui sera à son tour évincé par Fabio Petrucci, le plus jeune fils de Pandolfo. 
Borghese Petrucci est banni de Sienne en mai 1516 et s'installe à Naples, où, dans les années qui suivent, il est nommé baron. 
Le bannissement de Borghese par Léon X provoque le ressentiment de son frère, le cardinal Alfonso Petrucci, qui complote pour tuer le pape.
Borghese est le père de la poétesse Aurelia Petrucci, auteur du célèbre sonnet Dove stà il tuo valor, Patria mia cara? (Où est ta valeur, ma chère patrie ?), consacré aux vicissitudes de la ville de Sienne.